# Les Champs-Géraux

Les Champs-Géraux este o comună în departamentul  Côtes-d'Armor, Franța. În 1 ianuarie 2022 avea o populație de 1.053 de locuitori.